# Neogoniolithon rhizophorae
Neogoniolithon rhizophorae (Foslie) Setchell & L.R. Mason, 1943  é o nome botânico  de uma espécie de algas vermelhas pluricelulares do gênero Neogoniolithon, família Corallinaceae, subfamília Mastophoroideae.
- São algas marinhas encontradas na Colômbia (Atlântico).

## Sinonímia
- Goniolithon rhizophorae  Foslie & M.A. Howe, 1906